# Bankia (банка)
Вижте пояснителната страница за други значения на Банкя.
Финансовата и спестовна банка, с търговско име Bankia, е първата испанска банка за вътрешен бизнес, с оборот от 486 млрд. и общо активи от 328 млрд. евро.

## История
Банката е учредена на 3 декември 2010 г. в резултат от сливането на 7 испански финансови институции, с мажоритарно присъствие в зоните си на влияние. Сливането на 7-те спестовни каси е извършено само за 4 месеца, тъй като договорът за обединяване е подписан на 30 юли 2010 г. То е осъществено под фигурата Институционална система за защита, позната като студено сливане.
Разпределението на акциите е следното:
- 52,06% Caja Madrid
- 37,70% Bancaja
- 2,45% La Caja de Canarias
- 2,33% Caja de Ávila
- 2,11% Caixa Laietana
- 2,01% Caja Segovia
- 1,34% Caja Rioja

## Бизнес сфери
Банката развива дейност като миноритарна банка, фирмена банка, корпоративни финанси, капиталов пазар, управление на активи и частна банка, като предлага богата гама от финансови услуги и продукти на своите клиенти, както на територията на страната, така и в чужбина.
Bankia разполага с широка клонова мрежа както на територията на цяла Испания, така и в чужбина – Пекин, Дъблин, Лисабон, Лондон, Маями, Милано, Мюнхен, Порто, Париж, Шанхай, Варшава и Виена.
Групата притежава голям и разнообразен портфейл от дружествени дялове на стойност 5,5 млрд. евро към 31 януари 2011 г.

## Седалище
Седалището на Банката и адресът на участващите в нея дружества се намира във Валенсия, а оперативният адрес на управление – в Мадрид. Банката има международни клонове в Германия, Австрия, Китай, САЩ, Франция, Ирландия, Италия, Полша, Португалия и Великобритания.

## Излизане на борсата
Банката е обявила намерението си да излезе на фондовата борса като стратегическа мярка за укрепване на своя проект, за привличане на нови инвеститори и за увеличаване на капитала си.